# Demodex aries
Demodex aries är en spindeldjursart som beskrevs av Clifford E. Desch, Jr. 1986. Demodex aries ingår i släktet Demodex och familjen Demodecidae. Inga underarter finns listade i Catalogue of Life.